# Maria Efrosinina
Maria "Masha" Efrosinina (tiếng Ukraina: Марія Єфросініна), (sinh ngày 25 tháng 5 năm 1979 ở Kerch), là một người dẫn chương trình truyền hình Ukraina.

## Tổng quan
Tốt nghiệp một trường trung học với huy chương vàng (danh dự), Efrosinina đăng ký vào Khoa Ngoại ngữ tại Đại học Kiev để tốt nghiệp phiên dịch tiếng Anh và tiếng Tây Ban Nha.
Năm 19 tuổi, Masha kết ra mắt trên Pershyi Natsionalnyi trong chương trình Happy Bell. Năm 2002, cô nhận được giải thưởng Teletriumph trong đề cử chương trình truyền hình hay nhất.
Masha kết đã đồng giới thiệu Eurovision Song Contest lần thứ 50 cùng với Pavlo Shylko vào năm 2005 từ Cung thể thao của Kiev, cho khán giả truyền hình châu Âu với khoảng 150 triệu người xem. Cô cũng đã đồng dẫn chương trình lễ bốc thăm UEFA Euro 2012 được tổ chức tại Cung điện Văn hóa và Khoa học tại Warsaw, vào ngày 7 tháng 2 năm 2010.
Cô ấy đã giới thiệu cùng với Andriy Domansky, Fabrika Zirok tiếng Ukraina: Фабрика зірок, phiên bản tiếng Ukraina của Học viện Ngôi sao, trên Novyi Kanal.
Vào ngày 18 tháng 11 năm 2010, Efrosinina đã xếp vị trí thứ 77 trong số những người phụ nữ có ảnh hưởng nhất ở Ukraine theo tạp chí Focus của Ukraine (tiếng Ukraina: Фокус).

## Cuộc sống cá nhân
Masha kết hôn năm 2003 với Timur Khromayev, một người Ossetia-Ucraina, con trai của chủ tịch của giải bóng rổ Ucraina, ông Zurab Khromayev.
Timur Khromayev tốt nghiệp Khoa Tài chính của Union College (New York) với bằng cử nhân kinh tế. Timur Khromayev là đại diện của một công ty tư vấn tài chính hợp tác với Naftogaz Ukrainy trong việc tái cơ cấu. Từ năm 2002, ông là giám đốc của công ty đầu tư "ARTA" của ông, hoạt động trong lĩnh vực tài chính doanh nghiệp, ngân hàng đầu tư, môi giới và quản lý tài sản.

### Yelyzaveta Yushchenko
Chị gái của cô, Yelyzaveta, người trẻ hơn hai tuổi đã kết hôn với Andriy Yushchenko, con trai của cựu tổng thống Ukraine Viktor Yushchenko. Cô cũng tốt nghiệp ngành tâm lý học của Đại học Kiev (2009) và hiện làm chuyên gia về tâm lý học trẻ em.